# Лальск
Лальск — посёлок городского типа в Лузском районе Кировской области. Входит в перечень исторических городов России.
Расположен на реке Лале, притока реки Луза, в 27 км от районного центра — города Лузы, с которым связан автомобильной дорогой. Расстояние до ближайшей железнодорожной станции — 27 км.

## История
Был образован в 1570 году переселившимися новгородцами. 
Данная гипотеза была опубликована Страздынь Ю.Ф. в независимом журнале "Наша Вятка" в качестве источника указывался Устюжский летописный свод, изд. Академии наук СССР от 1950 г., в данном источнике отсутствует упоминание вышеуказанных событий, вместе с тем анализ Полного собрания русских летописей, в частности Том 37 - "устюжские и вологодские летописи XVI-XVIII вв", Наука, 1982 г. дают только два упоминания данного события: 1. Устюжский летописец 2ая редакция (ок. 1746 г.) и 2. Летописец Льва Вологдина (ок. 1765 г.). В первом источнике данные события описываются "в лето 7154-го году" то есть за 1646 год, а во втором  "В лето 7057  , а от Рождества Христова 1549". Также Летописец Льва Вологдина (ок. 1765 г.) сообщает что "В лето 1779 году. ... Преосвященный Иоанн епископ Великоустюжский и Тотемский ... Лальский посад градом произвел". Учитывая вышеизложенное, принимая во внимание упоминание данного события только в двух историографических источниках, очевидно отстоящих от предмета события на 150 - 200 лет в качестве факта данное утверждение об основании Лальска "в 1570 году переселившимися новгородцами. " принят быть не может, необходим анализ контекста, на который Страздынь Ю.Ф. ссылок в с своей статье не представляет.
Селение оказалось на перекрестке торговых путей и начало расти. В 1711 году в Лальске построен первый каменный храм — церковь Николая Чудотворца. 26 марта 1726 года Лальской погост обращён в Лальский посад. В июне 1779 года Ярославским и Костромским генерал-губернатором Алексеем Петровичем Мельгуновым Лальский посад преобразован в город.
В XVII веке на месте, где находится Богоявленская церковь,был основан Архангельский монастырь, в 1700 году перенесенный из-за частых подтоплений. После секуляризационной реформы 1764 года он был оставлен на собственном иждивении за штатом, а в 1860 году приписан к Михаило-Архангельскому монастырю в Великом Устюге.
В 1780 году статус города подтверждён указом императрицы Екатерины Второй, Лальск становится административным центром Лальского уезда Великоустюжской области Вологодского наместничества. В 1796 году Лальск был включён в состав Устюжского уезда Вологодской губернии как заштатный город. Однако, проложенная в XIX веке железная дорога прошла в стороне от города, его рост остановился.
В 1924 году образован Лальский район. В 1927 году Лальск потерял статус города и стал посёлком. В 1927 году в результате укрупнения регионов оказался в составе Северного края, затем — в Северной области. С 1937 года — в составе Архангельской области. В 1941 году Лальский и ещё два района Архангельской области были переданы в состав Кировской области.
В 1963 году в результате объединения Лальского и Подосиновского районов был образован новый Лузский сельский район с центром в городе Лузе. В 2006 году было образовано Лальское городское поселение. 30 апреля 2009 года в Лальское городское поселение было включено Верхнелальское сельское поселение.

## Население
| 1620  | 1722  | 1782  | 1864  | 1892  | 1898  | 1959  | 1970  | 1979  |
| ----- | ----- | ----- | ----- | ----- | ----- | ----- | ----- | ----- |
| 72    | ↗779  | ↗995  | ↘574  | ↗866  | ↗1100 | ↗6511 | ↗6784 | ↘6034 |
| 1989  | 1993  | 2002  | 2009  | 2010  | 2012  | 2013  | 2014  | 2015  |
| ↘5471 | ↘5400 | ↘4551 | ↘4356 | ↗4642 | ↘3585 | ↘3423 | ↘3312 | ↘3183 |
| 2016  | 2017  | 2018  | 2019  | 2020  | 2021  |       |       |       |
| ↘3096 | ↘3025 | ↘2937 | ↘2845 | ↘2734 | ↘2452 |       |       |       |

## Экономика
- Маслозавод
- Промкомбинат
- Таврический леспромхоз
- Аникинская узкоколейная железная дорога (главная станция находится в посёлке Таврическом, являющемся частью Лальска)
- Лальская бумажная фабрика (п. Фабричный, являющийся частью Лальска), работала в 1829 — 2020 гг.
- Аэродром. Восстановлен в 2015 году после двадцати лет бездействия. Обеспечивает авиасообщение между Кировом и Лальском легкомоторными самолетами класса Ан-2 и ниже. Использовать посадочную площадку планируется лишь с целью оказания медицинской помощи населению. Но в будущем, возможно, Лальск и Киров свяжут и регулярные пассажирские авиарейсы[23].

## Культура

### Список объектов культурного наследия народов России, расположенных в Лальске

#### 1.1. Без учёта выявленных и исключенных из реестра, утерянных
| № | Изображение | Объект наследия                                                         | Дата создания  | Адрес                             | Категория значения | Государственная регистрация                     |
| - | ----------- | ----------------------------------------------------------------------- | -------------- | --------------------------------- | ------------------ | ----------------------------------------------- |
| 1 |             | Церковь Успения Пресвятой Богородицы в Лальске                          | начало XVIII в | п. Лальск, ул. Пролетарская, 21   | федеральная        | 431420178840006 431410178840016 431420178840006 |
| 2 |             | Воскресенский собор                                                     | XVII-XVIII вв. | п. Лальск, пер. Набережный, 2     | федеральная        | 431420178770006                                 |
| 3 |             | Церковь Иоанна Предтечи                                                 | 1714           | п. Лальск, пл. Луначарского, д. 5 | федеральная        | 431410177190026                                 |
| 4 |             | Спасская церковь                                                        | 1730           | п. Лальск, ул. Урицкого, 2        | федеральная        | 431410177190036                                 |
| 5 |             | Благовещенский собор                                                    | 1732           | п. Лальск, ул. Набережная, д. 2   | федеральная        | 431410082280006                                 |
| 6 |             | Богоявленская церковь                                                   | 1711           | п. Лальск, пер. Набережный, 10    | федеральная        | 431410177190016 431420177190006                 |
| 7 |             | Колокольня                                                              | 1743           | п. Лальск, пер. Набережный, 2     | федеральная        | 431410178770016                                 |
| 8 |             | Воспитательный дом                                                      | 1712           | п. Лальск, пл. Луначарского       | федеральная        | 431410177190046                                 |
| 9 |             | Лальская бумажная фабрика памятник событиям гражданской войны (1919 г.) | XIX в.         | п. Лальск, ул. Гагарина, 36       | региональная       | 431710916850005                                 |

См. также: Министерство культуры Кировской области. Перечни объектов культурного наследия (памятников истории и культуры) народов Российской Федерации.

### Достопримечательности
| № | Изображение                | Наименование                                           | Дата создания   | Адрес             |
| - | -------------------------- | ------------------------------------------------------ | --------------- | ----------------- |
| 1 |                            | Ансамбль торговых рядов (корпуса № 1, 2, 3)            | конец XIX века  | пер. Торговый     |
| 2 |                            | Магазин купца Сумкина                                  | конец XIX века  | пер. Торговый     |
| 3 | Усадьба С. М. Прянишникова | Усадьба С. М. Прянишникова Лальский краеведческий муей | 1898            | ул. Ленина, 40    |
| 4 |                            | Усадьба купца Шестакова                                | середина XIX в. | ул. Ленина, 23-25 |
| 5 | Дом купца Шестакова        | Дом купца Шестакова                                    | конец XIX века  | ул. Ленина, 52    |